# 吉川経義
吉川 経義（きっかわ つねよし）は、平安時代末期から鎌倉時代初期にかけての武士、御家人。吉川氏の祖。

## 生涯
寿永2年（1183年）に源頼朝から駿河国吉河荘（現在の静岡市清水区）を得た際に吉川氏（吉河・吉香）を名乗るようになる。この地に館を築き、吉川氏の本拠とした。
建久4年（1193年）5月28日に死去。子の友兼が跡を継いだ。
昭和18年（1943年）に経義没後750年を記念して、子孫である子爵吉川元光によって合葬されたが、吉川氏のものと伝わる墳墓が現在も残っている。